# 110 m haies à la Ligue de diamant 2012
Navigation
2011
L'épreuve du 110 mètres haies de la Ligue de diamant 2012 se déroule du 19 mai au 7 septembre 2012. La compétition fait successivement étape à Shanghai, Eugene, New York, Monaco, Lausanne, Birmingham et Bruxelles.

## Calendrier
| Date             | Meeting                     | Ville      | Pays        |
| ---------------- | --------------------------- | ---------- | ----------- |
| 19 mai 2012      | Golden Grand Prix           | Shanghai   | Chine       |
| 2 juin 2012      | Prefontaine Classic         | Eugene     | États-Unis  |
| 9 juin 2012      | Meeting de New York         | New York   | États-Unis  |
| 20 juillet 2012  | Meeting Herculis            | Monaco     | Monaco      |
| 23 août 2012     | Athletissima                | Lausanne   | Suisse      |
| 26 août 2012     | Aviva Birmingham Grand Prix | Birmingham | Royaume-Uni |
| 7 septembre 2012 | Mémorial Van Damme          | Bruxelles  | Belgique    |

## Résultats
| Date | Meeting                    | 1er                             | 1er   | 2e                            | 2e    | 3e                              | 3e    |
| --- | -------------------------- | ------------------------------- | ----- | ----------------------------- | ----- | ------------------------------- | ----- |
| 19 mai 2012 | Shanghai vent : +0,4 m/s   | Liu Xiang 12 s 97 (WL, MR)      | 4 pts | David Oliver 13 s 13 (SB)     | 2 pts | Jason Richardson 13 s 16 (SB)   | 1 pt  |
| 2 juin 2012 | Eugene vent : +2,4 m/s     | Liu Xiang 12 s 87               | 4 pts | Aries Merritt 12 s 96         | 2 pts | Jason Richardson 13 s 11        | 1 pt  |
| 9 juin 2012 | New York vent : +0,9 m/s   | Jason Richardson 13 s 18        | 4 pts | Jeff Porter 13 s 26 (PB)      | 2 pts | Orlando Ortega 13 s 35          | 1 pt  |
| 20 juillet 2012 | Monaco vent : 0,0 m/s      | Aries Merritt 12 s 93 (=WL, MR) | 4 pts | Jason Richardson 13 s 07      | 2 pts | Sergueï Choubenkov 13 s 09 (NR) | 1 pt  |
| 23 août 2012 | Lausanne vent : -0,6 m/s   | Jason Richardson 13 s 08        | 4 pts | David Oliver 13 s 14          | 2 pts | Hansle Parchment 13 s 15        | 1 pt  |
| 26 août 2012 | Birmingham vent : -0,9 m/s | Aries Merritt 12 s 95 (MR)      | 4 pts | Jason Richardson 12 s 98 (PB) | 2 pts | David Oliver 13 s 28            | 1 pt  |
| 7 septembre 2012 | Bruxelles vent : +0,3 m/s  | Aries Merritt 12 s 80 (WR)      | 8 pts | Jason Richardson 13 s 05      | 4 pts | Hansle Parchment 13 s 14        | 2 pts |
| Records et Performances - AR : Record continental (area record) - CR : Record des championnats (championship record) - MR : Record du meeting (meet record) - NR : Record national (national record) - OR : Record olympique (olympic record) - PR : Record paralympique (paralympic record) - PB : Record personnel (personal best) - SB : Meilleure performance personnelle de la saison (season's best) - WL : Meilleure performance mondiale de l'année (world leader) - WJR : Record du monde junior (world junior record) - WR : Record du monde (world record) Circonstances et Conditions - DNF : N'a pas terminé (did not finish) - DNS : N'a pas pris le départ (did not start) - DQ : Disqualification (disqualification) - NM : Aucun essai valable enregistré (No Mark) - Q : Qualifié « directement » au prochain tour (ou à la prochaine compétition), lors d'une compétition majeure, grâce au classement ou à la réalisation des minima (automatic qualifier) - q : Qualifié au prochain tour (ou à la prochaine compétition), lors d'une compétition majeure, grâce au repêchage ou à la réalisation de l'une des meilleures performances parmi celles des « non qualifiés directement » (grâce au meilleur temps ou à la meilleure distance par exemple) (secondary qualifier) |                            |                                 |       |                               |       |                                 |       |

## Classement général
- Classement final[1] :

| Rang | Athlète          | Points |
| ---- | ---------------- | ------ |
| 1    | Aries Merritt    | 18     |
| 2    | Jason Richardson | 18     |
| 3    | David Oliver     | 5      |